# Bulharský lev
Bulharský lev, v češtině nazývaný též nesklonným slovem mužského rodu leva, (bulharsky лев) je zákonným platidlem balkánského státu Bulharsko. Název lev je pro bulharskou měnu používán již od roku 1881. ISO 4217 kód této měny je BGN. Jedna setina leva se jmenuje stotinka (bulharsky стотинка, množné číslo stotinki - стотинки).

## Název
Názvem lev byl mezi lidem nazýván jáchymovský tolar, podle českého lva, který byl na něm vyražen. Tato mince byla v 16. století populární v celé Evropě. Na Balkáně obíhala podstatně déle a podobně se jmenují měny dalších balkánských zemí – rumunské leu a moldavské leu, jen je jméno kočkovité šelmy přizpůsobeno rumunštině. V Bulharsku bylo přijetí tohoto názvu jednodušší, protože symbol lva se zde nachází na historických památkách z různých období. Nejstarší jsou na reliéfech z 9. – 10. století a také ve vytesaném nápisu chána Omurtaga, kde se píše: „Chán juvigi Omurtag… obýval tábor Pliska a udělal halu v Tuči… postavil do této haly čtyři sloupy a na sloupy postavil dva lvy.“ Lev se objevuje později v symbolice bulharských carů, například v případě Ivana Šišmana. Lev byl vyobrazen na téměř všech vlajkách povstalců z dubnového povstání a po obnovení bulharského státu v roce 1878 se lev dostal na státní znak Bulharského knížectví.

## Historie

### První lev
V prvních letech po osvobození obíhaly na území Bulharska především stříbrné mince, z nichž většina byla fyzicky znehodnocena. Jejich hlavní část tvořily stříbrné ruské rubly, které se do země dostaly hromadně během války, ale platilo se i exotickými mincemi, jako byly tuniské, íránské nebo indické, z nichž některé se již v zemích, kde byly vydány, nepoužívaly. Fiskální účetnictví bylo vedeno ve francouzských francích a stát uměle udržoval vyšší směnný kurz stříbrných mincí, aby nedošlo k devalvaci úspor. To vedlo k dalšímu přílivu stříbrných mincí ze sousedních zemí, který byl posílen zákazem používání zahraničních stříbrných mincí v Osmanské říši v roce 1883.
Když byl zaveden bulharský lev, byly stávající osmanské groše (kuruş) přepočítávány na lev v poměru 1:5 (1 kuruş = 20 stotinek). Drobnějších osmanských mincí, para, bylo do jednoho leva 200. Jedna osmanská lira stála 100 kuruş a rovnala se 20 leva. Nejběžnější mincí byla 2½ stotinka (pěťák, bulharsky петак) neboli pět para; zároveň šlo o minci nejnižší nominální hodnoty. Dále obíhaly 5 stotinka (rupče), 10 stotinka (gologan), 20 stotinka (groš) a 50 stotinka (sto para).
Zákon o ražbě mincí, přijatý v roce 1880, stanovil, že fiskální účetnictví má být vedeno v leva, určoval množství zlata, stříbra nebo mědi v různých mincích a omezil celkovou peněžní zásobu na 15 milionů. Lev měl hodnotu rovnu francouzskému franku a podřizoval se standardu Latinské měnové unie, přestože Bulharské knížectví nebylo jejím členem. Bylo povoleno používat mince zemí této měnové unie i dalších zemí, které stát přijímal v kurzech stanovených ministerstvem financí. Přestože první ražené mince byly měděné a zákon stanovil trimetalický standard, v praxi v oběhu dominovaly stříbrné mince. Hlavním důvodem bylo vyšší ražebné, které stát získával ze stříbrných mincí v důsledku neustále klesajícího kurzu stříbra vůči zlatu na konci 19. století. Peněžní zásoba se postupně zvyšovala až dosáhla úrovně 7 stříbrných leva na hlavu, což Latinská unie považovala za empirické optimum. K těmto dalším emisím leva byl použit kov získaný stahováním stříbrných ruských rublů z oběhu, které bylo dokončeno roku 1887. Poté bylo vydávání stříbrných mincí pozastaveno až do roku 1891. Aby nedošlo k výraznému znehodnocení soukromých úspor, stahovala banka rubly za kurz vyšší, než tržní, což způsobilo výraznou deflaci, která byla do jisté míry kompenzována vydáním bankovek v následujících letech.
V roce 1885 byla zřízena Bulharská národní banka. Jedním z jejích prvních kroků bylo vydání bankovek. První emise byla relativně malá (213 000 leva) a byla uvedena do oběhu 1. září 1885. Šlo o bankovky o nominální hodnotě 20, 50 a 100 leva a reakce na ně byla vesměs negativní. Důvodem byla jednak všeobecná nedůvěra v papírové peníze, jednak pozlacení bankovek, což bylo ve společnosti zvyklé na stříbrné peníze značně neobvyklé. Později začala národní banka vydávat také bankovky postříbřené a díky těmto velkým emisím se používání bankovek v zemi masově rozšířilo.. Ve stejné době se banka pokoušela převést lev na zlatý standard, ale tyto snahy ukončily války, které se na Balkáně vedly od roku 1912 do roku 1918 a během nichž se hodnota bulharského leva snížila asi 14krát.
Po první světové válce vypukla ve všech evropských zemích s výjimkou Británie výrazná inflace. Národní banka zafixovala směnný kurz leva k americkému dolaru a od roku 1933 k francouzskému franku, nicméně jeho směnitelnost byla výrazně omezena. Během druhé světové války bulharská vláda začala od roku 1942 vydávat státní pokladniční poukázky, které byly přijímány jako zákonné platidlo, a v onom období klesla hodnota leva asi na 1⁄12 předválečné hodnoty. Po státním převratu 9. září 1944 v zemi zavládla nekontrolovatelná inflace, protože Bulharská národní banka byla donucena půjčovat bez jakéhokoli krytí, a to jak na výdaje vlády, tak na výdaje sovětských okupačních úřadů. 6. března 1947 vydala komunistická vláda nové bankovky se „správným“ vzhledem a zároveň provedla „malou“ měnovou reformu – všechny bankovky vydané v roce 1943 a starší byly staženy z oběhu a přestaly platit 12. března; nově byly dány do oběhu bankovky v hodnotách 200, 250, 500, 1 000 a 5 000 leva. Výměna bankovek byla omezena částkou 2 000 leva na osobu, za staré bankovky 5 000 leva se neposkytovala žádná náhrada.

### Druhý lev
V roce 1952 byla provedena další měnová reforma doprovázená denominací měny. Všechno staré oběživo pozbylo platnosti a bylo nahrazeno novým: bankovkami nominálních hodnot 1, 3, 5, 10, 25, 50 a 200 leva a mincemi v hodnotách 1, 3, 5, 10 a 25 stotinek. Ceny zboží byly změněny v poměru 25:1, ale hotové peníze byly vyměňovány v poměru 100:1. Vklady byly přepočteny v poměru 33,3:1 do limitu 50 000 starých leva, od 50 000 do 200 000 v poměru 50:1 a nad 200 000 leva v poměru 200:1.

### Třetí lev
1. ledna 1962 byla provedena denominace měny v poměru 10:1. Nové bankovky byly vydány v nominálních hodnotách 1, 2, 5, 10 a 20 leva a mince byly vyraženy v hodnotách 1, 2, 5, 10, 20 a 50 stotinek. Výměna peněz skončila za tři měsíce, kdy pozbylo platnosti staré oběživo. Směnný kurz byl zafixován na 1,17 leva = 1 americký dolar, nicméně lev nebyl volně směnitelný stejně jako měny jiných komunistických zemí.

### Čtvrtý lev
5. července 1999 provedla Bulharská národní banka denominaci v kurzu 1 „nový“ lev za 1 000 „starých“ leva. ISO kód leva se změnil z do té doby platného BGL na dnes platné BGN. Zároveň svázala novou měnu s německou markou ve fixním směnném kursu 1:1. Když byl určen přesný kurs mezi markou a eurem, které se stalo od 1. 1. 2002 platidlem v Německu, na 1 EUR = 1,95583 DEM, začal být i bulharský lev pevně navázán na euro ve stejném poměru jako německá marka: 1 EUR = 1,95583 BGN.
Bulharsko vstoupilo spolu se sousedním Rumunskem 1. ledna 2007 do Evropské unie. Jedním ze závazků vyplývajících z přistoupení k EU je, že vstupující stát, až splní všechny podmínky, zavede místo své národní měny společnou evropskou měnu euro. Prvotní plán zavést euro na bulharském území počítal se vstupem do eurozóny 1. ledna 2010. Podle prohlášení bulharského ministra financí z ledna 2019 chtělo Bulharsko přistoupit k eurozóně v roce 2022. Termín sice nebyl dodržen, ale od 10. července 2020 je lev zapojen do ERM II. Bulharská ministryně financí Rosica Velkovová-Želevová na začátku roku 2023 prohlásila, že by chtěla přijmout euro do roku 2025. Později byl termín přijetí eura stanoven na 1. leden 2026. Tento termín byl definitivně potvrzen v červenci 2025 Radou Evropské unie.

## Mince a bankovky
Mince jsou raženy v hodnotách 1, 2, 5, 10, 20, 50 stotinek a 1 a 2 leva (mince 1 leva byl ražen od r. 2002, mince 2 leva od r. 2015). Bankovky byly tištěny v nominálních hodnotách 1, 2, 5, 10, 20, 50 a 100 leva. Na bankovkách jsou zobrazeni:
- 1:[p 4] Svatý Ivan Rilský (876–946) – poustevník
- 2:[p 5] Paisij Chilendarski (1722–1773) – mnich
- 5: Ivan Milev (1897–1927) – malíř
- 10: Petăr Beron (1799–1871) – pedagog
- 20: Stefan Stambolov (1854–1895) – politik
- 50: Penčo Slavejkov (1866–1912) – básník
- 100: Aleko Konstantinov (1863–1897) – spisovatel